# Университет Саймона Фрейзера
Университет Саймона Фрейзера (англ. Simon Fraser University, SFU) — государственный университет в канадской провинции Британская Колумбия. Главный кампус университета находится на горе Бернаби, университет также имеет филиалы в Ванкувере и Суррее.
Университет был основан в 1965 году, и в настоящее время в нём обучается более 28 000 студентов. Университет назван в честь Саймона Фрейзера, исследователя-путешественника Северо-Западной компании.

## История
Университет Саймона Фрейзера был построен в ответ на доклад 1958 года под названием «Высшее образование в Британской Колумбии и план на будущее», подготовленный доктором Дж. Б. Макдональдом. Тот выступил за создание нового университета, в дополнение к существующему Университету Британской Колумбии в Ванкувере, и законодательный орган Британской Колумбии одобрил план два месяца спустя.
Д-р Гордон М. Шрум стал первым ректором университета. Для кампуса предлагались различные места, из которых Шрум в конечном итоге выбрал гору Бернаби. Архитекторы Артур Эриксон и Джеффри Мэсси выиграли конкурс на проектирование нового университета. Строительство началось весной 1964 года. Восемнадцать месяцев спустя, 9 сентября 1965 года, университет начал свой первый семестр с 2500 студентами.

## Общие данные
Журнал «Маклинс» несколько раз признавал университет лучшим канадским университетом: в 1993, 1996, 1997, 1998, 2000 и 2008 годах.
В университете три кампуса. Основной кампус находится на высоте 365 метров.